# Бойківський літературно-краєзнавчий конкурс імені Мирона Утриска
Бойківський літературно-краєзнавчий конкурс імені Мирона Утриска заснований в 1997 році за ініціативою Віри Бончук та ентузіастів народного музею «Бойківщина» міста Турки на честь подвижника і будителя Бойківщини Мирона-Тадея Утриска.
В конкурсі беруть участь історики, краєзнавці, композитори, поети, прозаїки, етнологи і фольклористи, мистецтвознавці, мовознавці.
Учасники нагороджуються іменними дипломами. Найкращі твори представлені у Віснику конкурсу ім. Мирона Утриска «З вершин і низин».
В бібліотеці конкурсу, що зберігається в народному музеї «Бойківщина» — понад тисяча книг, надбання попередніх років.
Адреса оргкомітету: м. Турка, вул. Січових Стрільців 17/1, Львівська область, 82500.